# هورومیریتسه
هورومیریتسه (به چکی: Horoměřice) یک منطقهٔ مسکونی در جمهوری چک است که در ناحیه پراگ-غرب واقع شده‌است. هورومیریتسه ۸٫۰۴ کیلومتر مربع مساحت و ۳٬۹۲۸ نفر جمعیت دارد و ۳۰۸ متر بالاتر از سطح دریا واقع شده‌است.